# Nouhou Tolo
Nouhou Tolo, né le 23 juin 1997 à Douala, est un footballeur international camerounais. Il joue au poste de latéral gauche avec les Sounders de Seattle en MLS.

## Biographie

### Parcours en club
Fils d’immigrants Maliens, Tolo est formé au Cameroun et voit dans un premier temps son transfert être bloqué par des désaccords entre clubs camerounais en raison du statut obscur du Rainbow Bamenda, mais il signe finalement un contrat en USL avec l'équipe réserve des Sounders de Seattle le 12 avril 2016.
Après une saison 2016 convaincante en USL, Nouhou Tolo se voit offrir un contrat MLS pour évoluer avec l'équipe première lors de la saison 2017. Il gagne sa place dans le groupe, avec qui il dispute la Coupe MLS 2017 perdue contre le Toronto FC (2-0).

### Parcours en sélection
Avec les moins de 20 ans, il participe à la Coupe d'Afrique des nations des moins de 20 ans en 2017. Lors de cette compétition, il joue un match contre l'Afrique du Sud.
Nouhou Tolo dispute son premier match avec l'équipe du Cameroun le 11 novembre 2017, contre la Zambie. Ce match nul (2-2) rentre dans le cadre des éliminatoires du Mondial 2018.
Il dispute sa première compétition internationale lors de la Coupe d'Afrique des nations 2021. 
Le 10 novembre 2022, il est sélectionné par Rigobert Song pour participer à la Coupe du monde 2022. Il est titulaire lors des trois matchs du Cameroun à cette Coupe du monde.
Le 28 décembre 2023, il est retenu dans la liste des vingt-sept joueurs camerounais sélectionnés par Rigobert Song pour disputer la Coupe d'Afrique des nations 2023.

## Palmarès
Sounders de Seattle
- Vainqueur de la Coupe MLS en 2019
- Vainqueur de la Ligue des champions de la CONCACAF en 2022